# Гарева
Гарева (серб. Гарева / Gareva) — село в общине Гацко Республики Сербской Боснии и Герцеговины. Население составляет 48 человек по переписи 2013 года.

## Достопримечательности
Есть церковь Святой Троицы, возведённая в конце XIX века.

## Известные уроженцы и жители
- Богдан Зимоньич, воевода четников
- Петр (Зимонич), митрополит Дабробосанский, священномученик